# Banzai

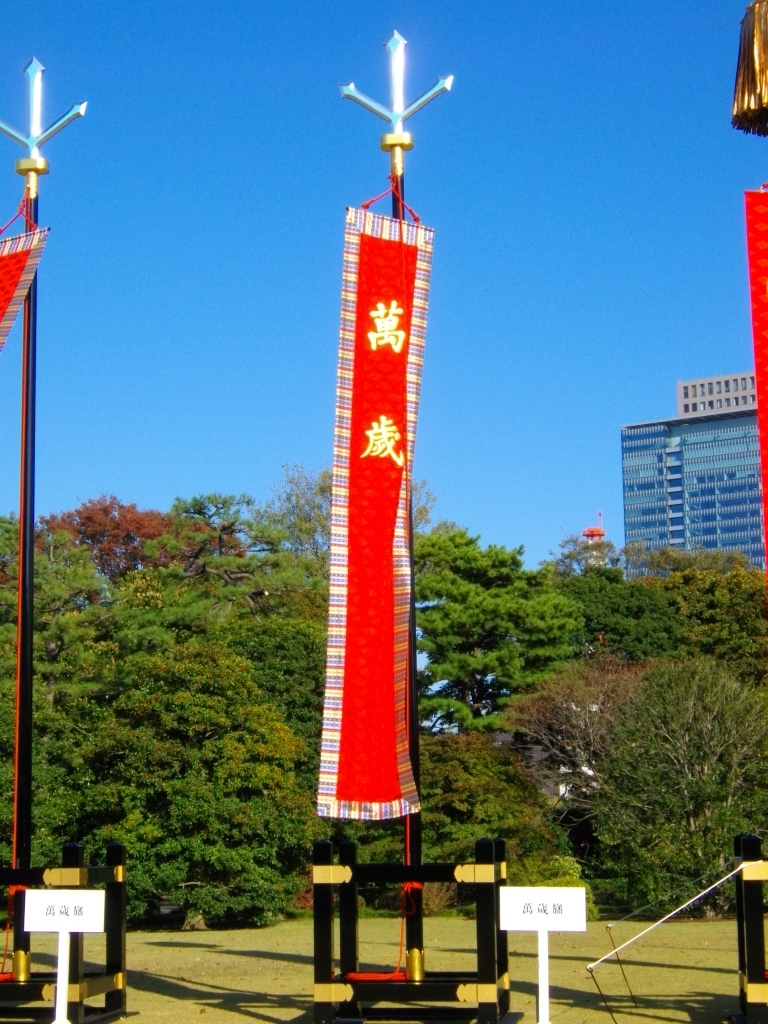
Ozdobny proporzec o nazwie banzaiban z napisem banzai (dot. uroczystości związanych z dworem cesarskim)

Banzai! (jap. 万歳 banzai; dosł. 10 tys. lat; dawna pisownia 萬歳) – japoński okrzyk wyrażający radość, uznanie, pozdrowienie: „Niech żyje!”, „Hurra!”, wiwatowanie na cześć kogoś lub z powodu osiągnięcia czegoś (np. sukcesu wyborczego).

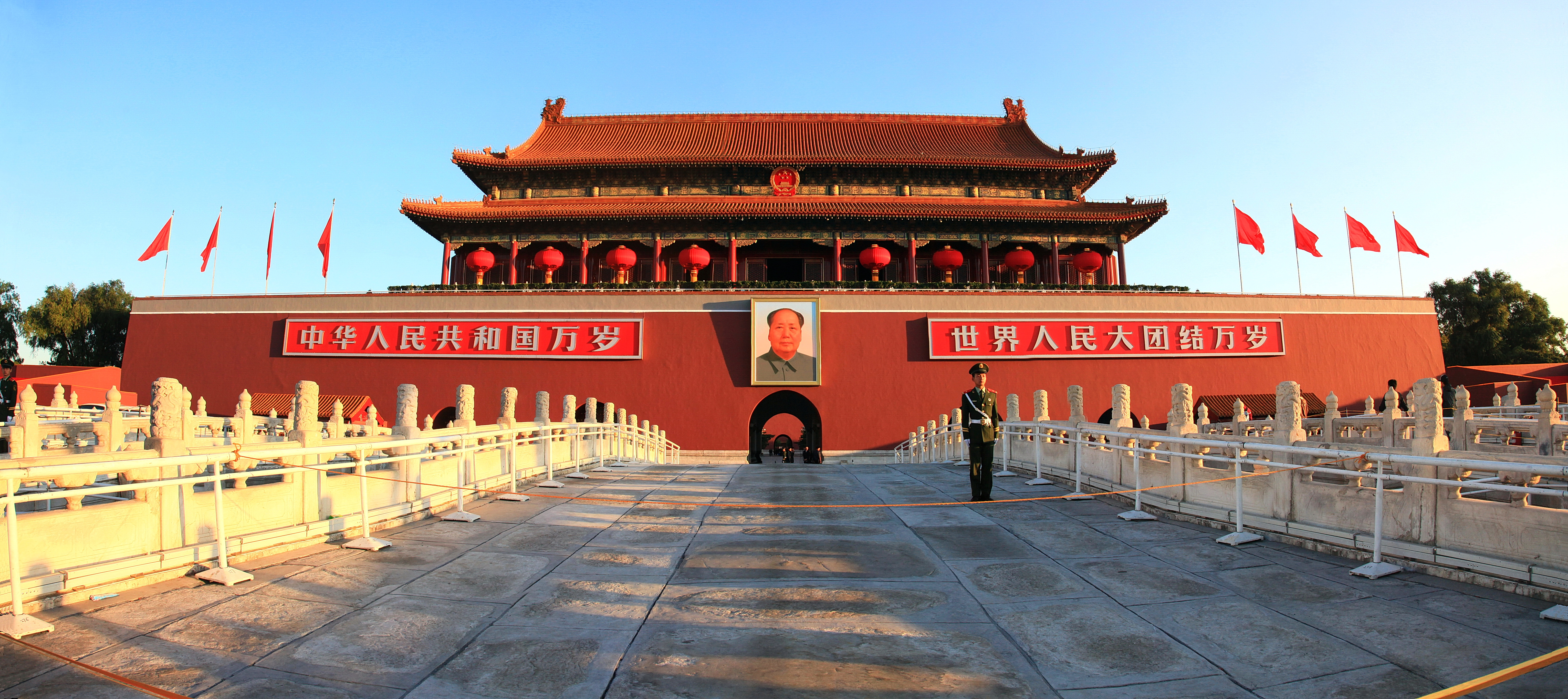
Dwa slogany umieszczone na Bramie Niebiańskiego Spokoju, na pl.
Tian’anmen, zakończone hasłem: wànsuì (万岁): po lewej – „Niech żyje Chińska Republika Ludowa!”, po prawej – „Niech żyje jedność narodów świata!”

Zwrot pochodzi z Chin. Znaki 万歳 (obecna pisownia w ChRL 万岁) czyta się po chińsku wànsuì.